# ديب (فنون القتال المختلطة)
ديب (بالإنجليزية: Deep)‏ هي منظمة فنون قتالية مختلطة مقرها اليابان. يروج لها شيجيرو سايكي الذي كان أيضًا مدير العلاقات العامة السابق لبطولة برايد فايتنغ. أُقيم حدثهم الافتتاحي في عام 2001 وظهر فيه باولو فيلهو ورويلر غراسي. في 17 مايو 2008، أعلنت ديب عن شراكة مع زد إس تي لمشاركة المقاتلين والترويج المشترك للعروض وتوحيد العروض الترويجية في النهاية.

## وصلات خارجية
- الموقع الرسمي (بالإنجليزية)
- نتائج حدث ديب في شيردوغ (بالإنجليزية)